# Cueillette (Jersey)
Pour l’article homonyme, voir Cueillette.
Pour les articles homonymes, voir Cueillette.

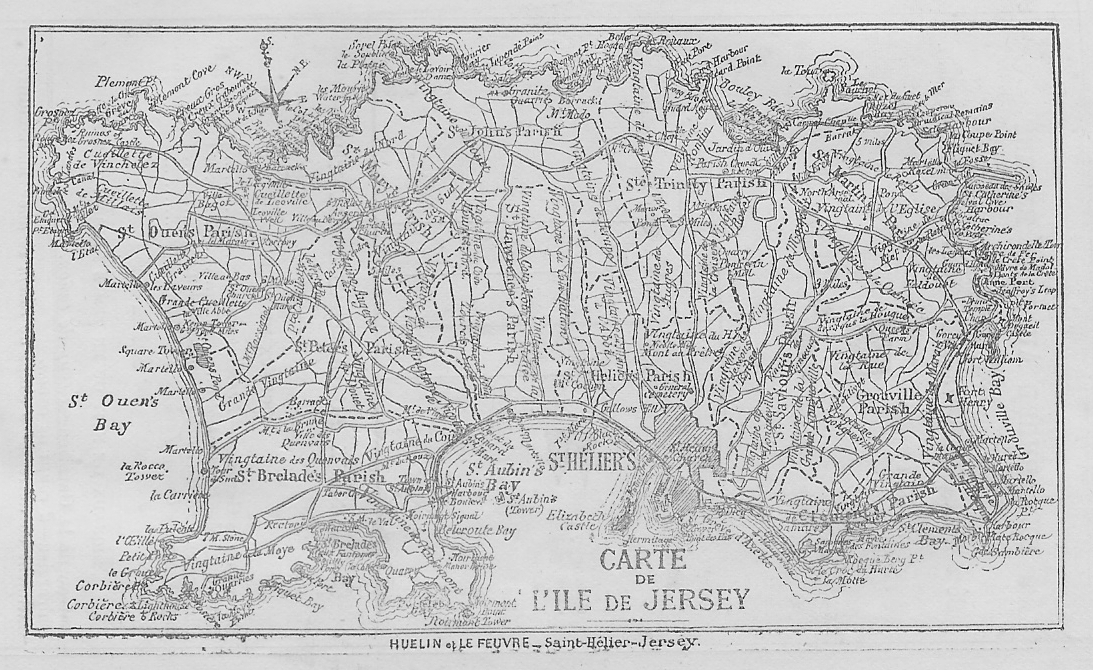
Carte datant de 1891 montrant les vingtaines et les cueillettes de Jersey

La cueillette est une subdivision politique et administrative de la paroisse de Saint-Ouen à Jersey. Alors que les autres paroisses de l’île se subdivisent en vingtaines, Saint-Ouen fait exception avec sa subdivision originale en cueillettes (tchilliettes en jersiais).
Le terme, d'origine féodale, fait référence à la collecte des impôts et taxes, qui se faisait dans le cadre de ces subdivisions.
Saint-Ouen se divise en six cueillettes, comme suit :
- La Petite Cueillette
- La Grande Cueillette
- La Cueillette de Grantez
- La Cueillette de Millais
- La Cueillette de Vinchelez
- La Cueillette de Léoville